# Telemobiloscoop
Telemobiloscoop is de naam die de uitvinder van het principe van radar, Christian Hülsmeyer, aan zijn uitvinding gaf.
Het principe van de telemobiloscoop vertoont verrassend veel overeenkomsten met moderne radar: een ronddraaiende antenne, een gestabiliseerd platform voor de horizontale stabiliteit (Hülsmeyer wilde het apparaat op schepen gebruiken), een master-slaveconfiguratie tussen de antenne en de (mechanische) doelaanwijzer, en zelfs de toepassing van een radome.
Hülsmeyer had in 1904 patent aangevraagd en gekregen op het principe van uitzenden, reflecteren en weer ontvangen van radiogolven, om daarmee metalen voorwerpen te kunnen detecteren. Hij was van plan om dit principe toe te passen in een apparaat dat schepen bij slecht zicht zou kunnen waarschuwen voor de nabijheid van andere schepen. In mei 1904 gaf hij een eerste demonstratie van zijn apparaat op een brug in Keulen, waarbij hij erin slaagde om schepen tot op een afstand van 3 kilometer te detecteren. In juni volgde een tweede demonstratie in Rotterdam. Hülsmeyer droomde ervan om het bereik van zijn vinding op te schroeven tot wel 10 kilometer.
De eerste versies van zijn apparaat waren alleen in staat om de richting aan te geven waarin zich een groot metalen voorwerp bevond. Hoewel Hülsmeyer ook patent had aangevraagd en gekregen op een methode om de afstand te bepalen, is het niet duidelijk of het hem is gelukt dit ook daadwerkelijk toe te passen. Dit is echter een essentiële voorwaarde om een goed tweedimensionaal overzicht te kunnen geven van de situatie rondom een schip. Een ander probleem was dat de oscilloscoop in die tijd nog niet was uitgevonden. Hoe moest de situatie dus worden weergegeven? Hülsmeyer gebruikte een ronddraaiende wijzer, die altijd dezelfde richting opwees als de zend- en ontvangstantennes (hij gebruikte een separate zend-antenne en ontvangst-antenne). Wanneer de ontvangstantenne een echo opving, weerklonk er een bel. Door dan op de wijzerplaat te kijken in welke richting de doelaanwijzer wees, kon men de richting bepalen waarin zich het voorwerp bevond dat de radiogolven had teruggekaatst.
In totaal heeft Hülsmeyer 25.000 Reichsmark gespendeerd aan de ontwikkeling van zijn telemobiloscoop. Toch slaagde hij er niet in een dermate goed werkende versie te bouwen, dat de aanvankelijke interesse vanuit de scheepvaartwereld bleef bestaan. Hoewel met name de Holland-Amerika Lijn interesse had getoond, keerde men het systeem uiteindelijk de rug toe. De exacte reden is heden ten dage niet meer bekend, maar waarschijnlijk betekende een mislukte demonstratie uiteindelijk de ondergang van de telemobiloscoop. In het verslag van de tweede Nautical Conference in Londen op 8 juni 1905 staat de volgende vermelding: "The Telemobiloscope: A new trial at the Hook of Holland had been a failure. One of the Delegates reported also that the principle on which the apparatus is based has been proved to be an error, so that probably nothing more will be heard of it."